# 輝いた季節へ旅立とう
「輝いた季節へ旅立とう」（かがやいたきせつへたびだとう）は、1994年12月1日にSony Recordsからリリースされた松田聖子の通算38枚目のシングル。ベスト・アルバム『Bible II』と同時発売。

## 解説
作詞のMeg.Cとは松田のペンネームであり、彼女が好きだという女優のメグ・ライアンから採られた。「たかの友梨ビューティークリニック」のCMソング。
本曲で1994年の『第45回NHK紅白歌合戦』に6年ぶりの出場。出場が報じられた翌日は、初出場歌手以上に「聖子6年ぶり」と大きく取り上げていた媒体もある（スポーツ新聞等）。番組では第二部のトップバッターで登場。「2001年宇宙の旅」のオープニングテーマとともに舞台上に吊るされた大きなミラーボールが下降し、中から松田が現れるという大掛かりな演出であった。紅白としては珍しく、間奏もカット無しのフルコーラスで歌われた。最高位12位ながらロングヒットを記録。1990年代に発表されたシングルの中では「あなたに逢いたくて〜Missing You〜/明日へと駆け出してゆこう」「大切なあなた」に次ぐ売上である。
カップリングの「It's Style」のみ同時発売の『Bible II』にも収録。ミュージック・ビデオも制作され、『Video Bible』に収録された。

## 収録曲
全作詞：Meg.C／作曲：Seiko Matsuda・小倉良／編曲：鳥山雄司
1. 輝いた季節へ旅立とう[4:52]
2. It's Style[4:25]
3. 輝いた季節へ旅立とう（オリジナル・カラオケ）[4:52]

## 関連作品
- 輝いた季節へ旅立とう
  - It's Style'95
  - Bible III
  - Complete Bible
  - Dear
  - Seiko Celebration
  - Best of Best 27 （13）
  - Seiko Smile Seiko Matsuda 25th Anniversary Best Selection
  - MAX JAPAN 2
  - Premium Diamond Bible
  - Diamond Bible
  - SEIKO STORY〜90s-00s HITS COLLECTION〜
- It's Style
  - Bible II
  - Complete Bible

## カバー
- はいだしょうこ - 『しょうこのMy Favorite Songs』（2008年）
  - はいだは2022年にも自身のYouTubeチャンネルで新録した本曲のカバー・ヴァージョンを投稿しており、お気に入りの1曲に挙げている。